# 1690-talet

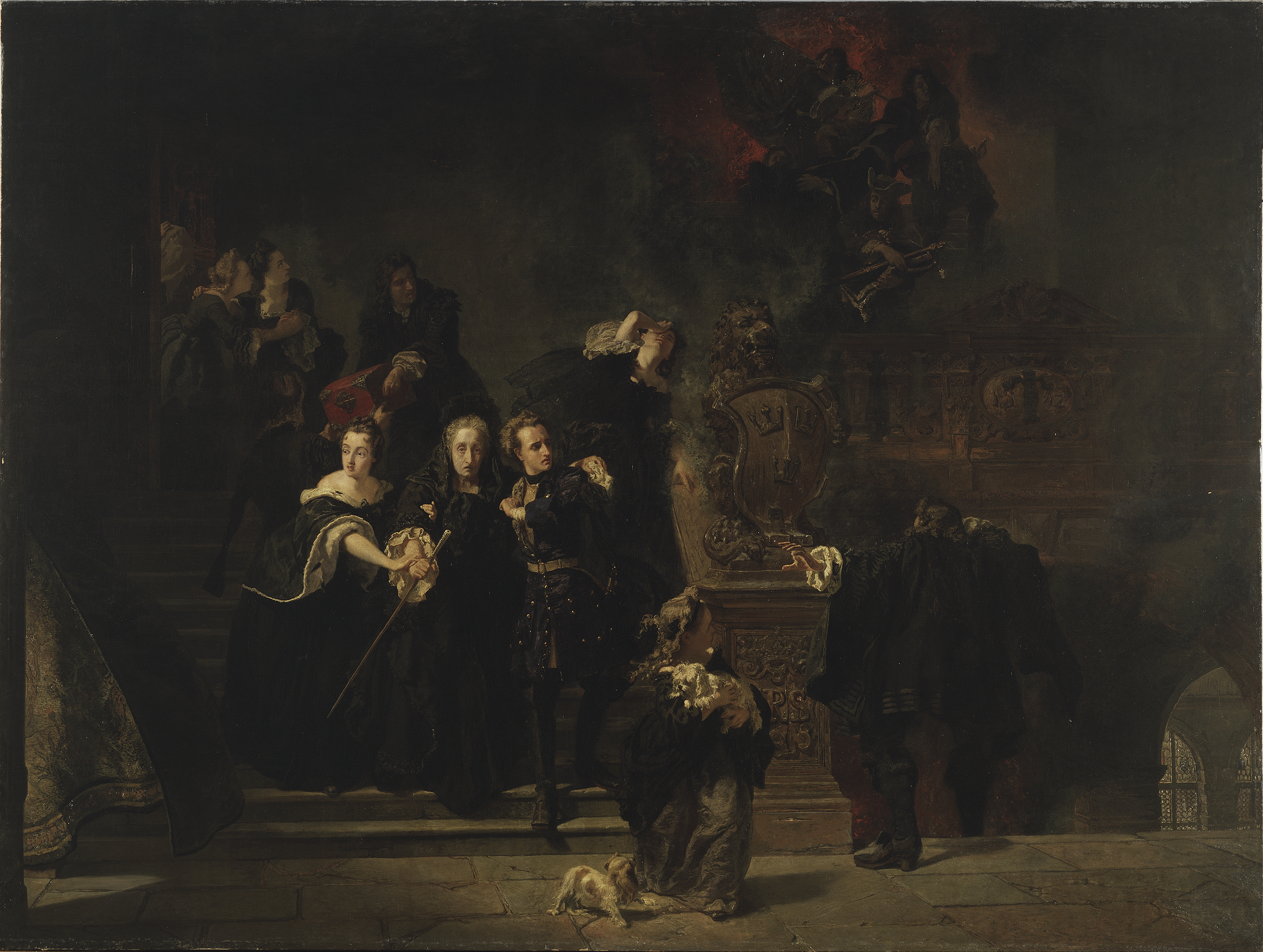
1697, Slottet Tre Kronor i Stockholm brinner.

## Händelser
- 1690 - Valloner invandrar till Sverige från Vallonien i Belgien, eftersom den svenske kungen har begärt vapensmeder därifrån. Det är främst fransktalande valloner som bosätter sig i Eskilstuna.
- 1697 - Slottet Tre Kronor i Stockholm förstörs i en stor brand den 7 maj.

## Födda
- 7 mars 1693 – Clemens XIII, påve.
- 30 november 1699 – Kristian VI av Danmark, kung av Danmark och kung av Norge.

## Avlidna
- 1 februari 1691 – Alexander VIII, påve.
- 28 december 1694 – Maria II av England, regerande drottning av England, regerande drottning av Skottland och regerande drottning av Irland.
- 8 februari 1696 – Ivan V av Ryssland, tsar av Ryssland.
- 5 april 1697 – Karl XI, kung av Sverige.